# Raïon de Tchatchersk
Le raion de Tchatchersk (en biélorusse : Чачэрскі раён, Tchatcherski raïon ; en russe : Чечерский район, Tchetcherski raïon) est une subdivision de la voblast de Homiel ou Gomel, en Biélorussie. Son centre administratif est la ville de Tchatchersk.

## Géographie
Le raïon de Tchatchersk couvre une superficie de 1 230 km2, au nord-est de la voblast. Il est arrosé par la rivière Soj, un affluent du Dniepr. La forêt occupe 46 % de son territoire.
Le raïon est limité au nord par le raïon de Karma et la voblast de Moguilev (raïon de Krasnapolle), à l'est par la Russie (raïon de Krasnogorsk dans l'oblast de Briansk), au sud par le raïon de Vetka et à l'ouest par le raïon de Bouda-Kachaliova.
Le raïon est traversé du nord au sud par la route européenne E95 Saint-Pétersbourg – Moguilev – Gomel – Odessa.

## Histoire
Le raïon a été fondé le 8 décembre 1926. Il a été supprimé en 1962 et rétabli en 1966.

## Population

### Démographie
Les résultats des recensements de la population (*) font apparaître une baisse continue de la population depuis 1959. Ce déclin s'est accéléré depuis les années 1990 :
| 1959*  | 1970*  | 1979*  | 1989*  | 1999*  | 2009*  |
| ------ | ------ | ------ | ------ | ------ | ------ |
| 41 195 | 37 266 | 32 455 | 27 567 | 18 024 | 15 790 |

### Nationalités
Selon les résultats du recensement de 2009, la population du raïon se composait essentiellement de deux nationalités :
- 94,1 % de Biélorusses ;
- 4,2 % de Russes ;

### Langues
En 2009, la langue maternelle était le biélorusse pour 88,24 % des habitants et le russe pour 13,05 %. Le biélorusse était parlé à la maison par 61,51 % de la population et le russe par 37,8 %.